# 黑啤

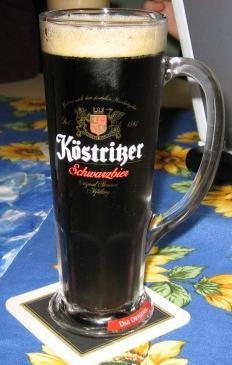
Köstritzer，黑啤的一種

黑啤（德語：Schwarzbier，發音：[ˈʃvaʁtsˌbiːɐ] ⓘ），一種來自德國的深色拉格啤酒，顧名思義是黑色的啤酒，酒身較濃，帶咖啡及巧克力味道，酒精含量為4.8%至5%之間，黑色來自烘焙麥芽的過程。黑啤顏色接近於波特啤酒或司陶特啤酒。

## 外部連結
- TheFoamingHead's Saranac Black Lager
- Sam Adams Black Lager（页面存档备份，存于）
- Paddock Wood Beer